# Cheslor Cuthbert
Cheslor Jesly Cuthbert (né le 16 novembre 1992 aux Îles du Maïs, Nicaragua) est un joueur de troisième but des Royals de Kansas City de la Ligue majeure de baseball.

## Carrière
Cheslor Cuthbert signe un premier contrat professionnel d'une valeur de 1,35 million de dollars US en juillet 2009 avec les Royals de Kansas City. Il débute en ligues mineures l'année suivante aux États-Unis. Après deux saisons professionnelles, il apparaît début 2012 au 84e échelon du palmarès des 100 joueurs les plus prometteurs élaboré annuellement par Baseball America. En novembre 2012, il joue avec l'équipe du Nicaragua durant le tournoi de qualification pour la Classique mondiale de baseball 2013.
Cheslor Cuthbert fait ses débuts dans le baseball majeur avec les Royals de Kansas City le 7 juillet 2015. À ce premier match, il réussit son premier coup sûr dans les majeures aux dépens du lanceur Matt Moore des Rays de Tampa Bay. Il est le 14e joueur du Nicaragua, et le premier des Îles du Maïs, à évoluer dans les Ligues majeures.
Il n'entre pas en jeu dans les séries éliminatoires qui suivent son entrée dans les majeures, mais est membre de l'équipe des Royals championne de la Série mondiale 2015.